# Amphicoma purpureus
Amphicoma purpureus là một loài bọ cánh cứng trong họ Glaphyridae. Loài này được Pic miêu tả khoa học năm 1947.